# Bat for Lashes
Bat for Lashes, pseudonimo di Natasha Khan (Wembley, 25 ottobre 1979), è una polistrumentista, cantante e compositrice britannica.
Definita dalla stampa inglese come «La cantastorie del nuovo millennio», l'artista è arrivata quasi d'improvviso nel mercato discografico britannico nel 2007, catturando subito l'attenzione del pubblico e degli addetti ai lavori.
Laureata in musica e arti visive all'università di Brighton (città dove attualmente vive), Bat for Lashes è l'autrice dei testi e degli arrangiamenti di tutti i suoi brani; nelle esibizioni live e in studio si alterna al pianoforte, chitarra, basso, autoharp, beat machine e percussioni.
Con un genere musicale indie-electro/folktronico, il suo lavoro sperimentale viene influenzato da artisti come The Cure, Steve Reich, Stevie Nicks, Susan Hiller, e da alcuni vecchi dischi appartenuti a sua madre (Joni Mitchell, Carole King e James Taylor). Nonostante la sua musica venga spesso paragonata a quella di Björk, Tori Amos, Fiona Apple, Kate Bush, Annie Lennox, possiede una sua eclettica identità musicale, che risalta soprattutto nel suo secondo album Two Suns, che spazia dalle ballate folk al synth pop anni '80.
L'espressione Bat For Lashes non ha alcun significato in lingua inglese. Natasha Khan ha scelto di usare questo nome per come le tre parole casuali suonassero bene insieme. In una intervista la cantautrice spiega: «Bat For Lashes mi permette di creare la distanza necessaria tra me stessa e questa persona di cui si sentono le canzoni alla radio e che rilascia interviste alla stampa».

## Biografia

### Gioventù
Natasha Khan nasce il 25 ottobre 1979 a Wembley, da padre pakistano e madre inglese. Ha una sorella, Surriya, e un fratello, Tariq, entrambi più giovani di lei. Suo padre, Rahmat Khan, membro di una famiglia di giocatori di squash di livello internazionale, fu prima giocatore e successivamente allenatore. Il cugino di Natasha, Jahangir Khan, è considerato tuttora il più grande giocatore di squash di tutti i tempi.
Fino all'età di 5 anni, Natasha Khan e la sua famiglia risiedono a Wembley, città dove i suoi genitori si sono conosciuti e sposati anni prima. In quegli anni il padre Rahmat era l'allenatore dell'allora emergente Jahangir Khan, e per facilitare gli spostamenti dovuti alle trasferte per le partite di squash decidono di trasferirsi a Rickmansworth nell'Hertfordshire, città di pendolari nei pressi di Londra.
Per seguire la carriera di Jahangir, Natasha e la sua famiglia si spostano in diversi Paesi e città del mondo. In un'intervista rilasciata al Daily Telegraph, ha dichiarato che le partite di squash giocate dal cugino sono state una fonte di ispirazione: "Il ruggito della folla è intenso, è cerimoniale, rituale. Sento come se il testimone sia passato a me, ma io lo porto in un modo più creativo".
All'età di quindici anni, suo padre decide di abbandonare la famiglia per tornare in Pakistan. Per affrontare questo momento difficile, Natasha sfoga le sue emozioni concentrandosi sul pianoforte. Preferisce suonare pezzi improvvisati invece che seguire lezioni di piano, e inizia a scrivere i suoi primi testi sotto forma di diario in musica: «Hai bisogno di trovare un canale per esprimere le cose, per farle uscire» ha dichiarato la cantautrice in un'intervista.
Durante l'adolescenza fu anche vittima del razzismo. In una intervista, parlando del periodo passato a scuola, dice: «I ragazzi mi facevano completamente a pezzi, mi chiamavano "fottuta pakistana"». Di fronte a questa emarginazione, Natasha Khan preferisce restare a casa ad ascoltare la musica: «Prima di andare al lavoro, mia madre mi accompagnava alla stazione dei treni. Io facevo finta di prendere il treno e tornavo a casa per sentire un nastro dei Nirvana, girando per la casa urlando e cantando tutto il giorno».
All'età di diciannove anni ottiene il diploma di scuola secondaria e, ispirata dai libri di Jack Kerouac e dalla Beat Generation, sogna di intraprendere un viaggio in America. Grazie ai soldi guadagnati lavorando part-time in una cartiera locale, viaggerà per tre mesi tra New York, San Francisco e il Messico. Durante questo viaggio Natasha scopre che lo stile di vita selvaggio fa per lei. Ritorna in Inghilterra e si trasferisce a Brighton, una cittadina costiera nel sud dell'Inghilterra. Qui frequenta l'università, e successivamente si laurea in musica e arti visive..
Terminata l'università, Natasha è decisa a intraprendere la carriera musicale. Tuttavia la madre, che non credeva molto nelle capacità artistiche della figlia, la convince a trovarsi un lavoro decente. Natasha trova un impiego come insegnante in una scuola materna dove lavora per tre anni. Durante questo periodo, e quello universitario, inizia a scrivere il materiale per quello che sarà il suo album di debutto. Inizia anche a esibirsi live in alcuni locali di Brigthon. In una di queste esibizioni viene notata da Dick O'Dell (fondatore dell'etichetta indipendente Y Records), che si offre di farle da manager e permette a Natasha di lanciare la propria carriera musicale.

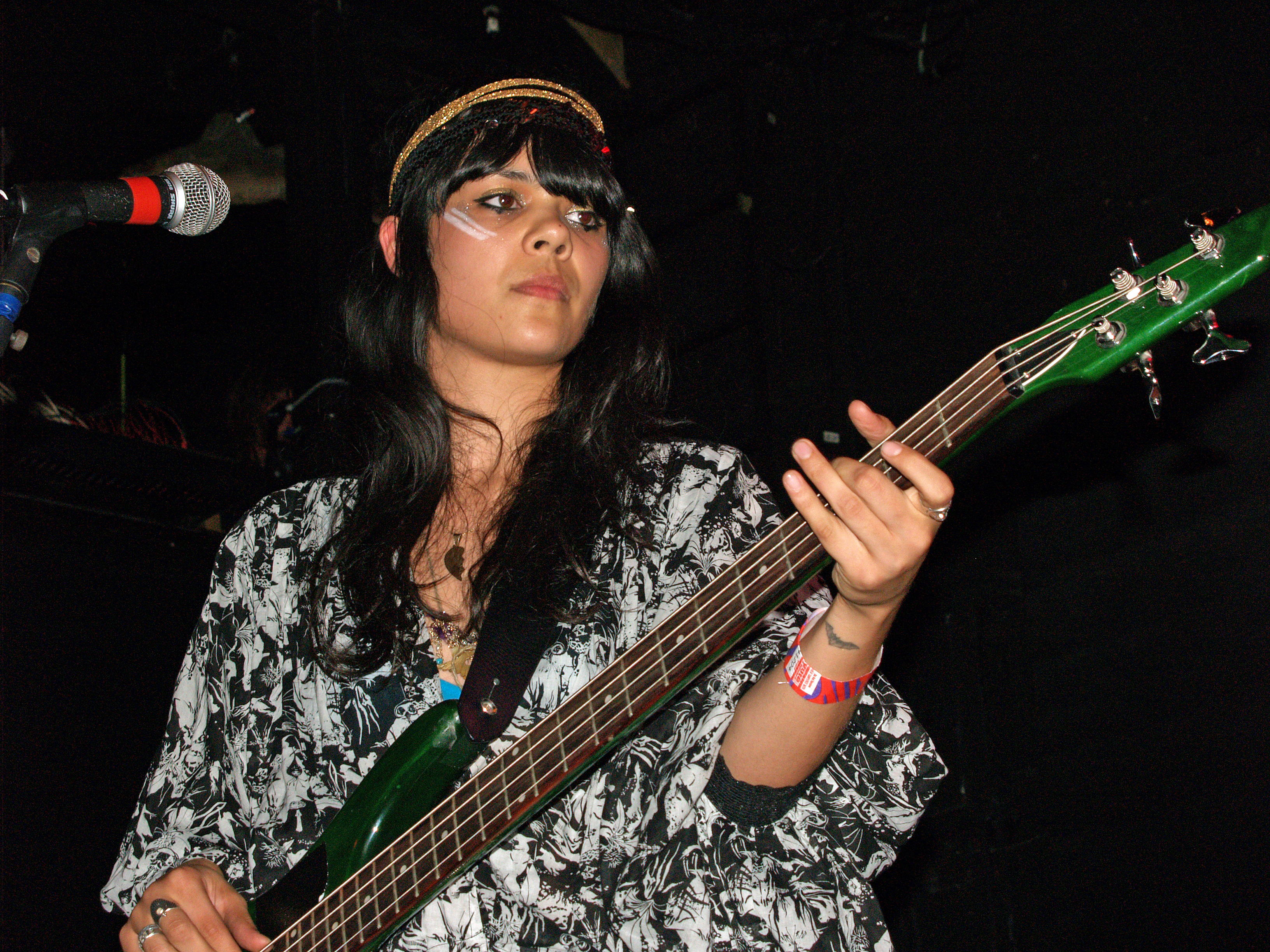
Natasha Khan in concerto al Bowery Ballroom di New York.

### Il primo album:Fur and Gold
Nel 2006 esce il suo singolo di debutto, The Wizard, in digitale sotto etichetta indipendente DiS Records; e in vinile autoprodotto dalla stessa Natasha Khan con il nome She Bear Records. L'11 settembre dello stesso anno esce anche il suo primo album Fur and Gold sotto etichetta indipendente Echo. Nel 2007 Natasha Khan firma un contratto con Parlophone (EMI) che pubblica una versione di Fur and Gold con l'aggiunta di alcune bonus track. Nel maggio del 2007 venne pubblicata una edizione limitata in vinile dell'album con etichetta Manimal Vinyl.
Il suo album di debutto è stato un ottimo successo soprattutto in Inghilterra e negli Stati Uniti, dove è stato giudicato dalla stampa specializzata come uno dei migliori album del 2007. Inoltre le date americane del tour, svoltosi nell'autunno 2008, hanno registrato ovunque il sold-out.
Il video di What's a Girl To Do, girato da Dougal Wilson, dopo aver ottenuto una nomination come "Best Breakthrough Video" agli MTV Video Music Awards, ha vinto il "Gran Prix della giuria" al Festival du Clip 2008.
Natasha Khan è stata anche nominata dalla rivista inglese The Guardian tra le "Women of The Year 2007". Ottiene anche le nomination nel 2007 per il Mercury Prize come miglior album, e nel 2008 ai Brit Awards come "Best British Breakthrough Act" e "Best British Solo Female".
Apprezzata dalla critica e da cantanti come Björk (che dichiara di essere una sua fan), viene scelta da Thom Yorke come sostenitore per le date europee del tour 2008 dei Radiohead. Lo stesso anno partecipa alla realizzazione di Perfect as Cats, album di tributo ai The Cure dove interpreta una rivisitazione di A Forest.

### Il secondo album:Two Suns
A fine 2008 Natasha Khan si trasferisce per alcuni mesi negli Stati Uniti dove, tra New York e il deserto californiano, cerca nuove idee per il suo secondo album. Two Suns è focalizzato sul personaggio di Pearl un alter ego di Natasha, così descritto dalla stessa cantautrice: «Pearl è una femme fatale bionda, distruttiva, che pensa solo a se stessa. Una personalità che agisce come un velo sulla Natasha Khan più mistica e spirituale».
Two Suns esce il 6 aprile 2009, raggiungendo in breve tempo il 5º posto nelle chart Inglesi. In Inghilterra Two Suns ha ricevuto il 1º maggio 2009 un disco d'argento per le 60 000 copie vendute, e il 31 luglio 2009 un disco d'oro per le 100 000 copie vendute. Così come Fur and Gold, anche Two Suns ottiene la nomination per il Mercury Prize come album dell'anno 2009. La stessa Natasha Khan ottiene la nomination come "Best Female Solo Artist" ai Brit Awards 2010.
Dall'album sono tratti i singoli Daniel (uscito il 1º marzo 2009 per download digitale e il 6 aprile 2009 in vinile), Pearl's Dream (uscito per download digitale il 22 giugno 2009) e Sleep Alone (uscito il 7 settembre 2009). Il singolo Daniel ha ottenuto la nomination come "Best Breakthrough Video" agli MTV Video Music Awards 2009. Il 20 maggio 2010 Natasha Khan vince l'Ivor Novello Award nella categoria "Best Contemporary Song" proprio con il singolo Daniel.
All'album, co-prodotto dalla stessa Natasha Khan insieme a Dave Kosten (produttore anche del primo album Fur and Gold), hanno collaborato anche Scott Walker per il brano The Big Sleep e gli Yeasayer per gli arrangiamenti dei brani Daniel e Pearl's Dream. Secondo la cantautrice, aver vissuto per diversi mesi a Brooklyn a stretto contatto con band come MGMT, Gang Gang Dance e TV on the Radio ha influito sullo stile musicale di Two Suns.
Il tour promozionale dell'album Two Suns è durato da aprile a ottobre 2009, con date in Inghilterra, Francia, Germania, Belgio, Italia e Stati Uniti.
In aprile Bat For Lashes ha partecipato al programma radio inglese BBC Radio 1's Live Lounge, cantando una versione acustica di Daniel e una reinterpretazione di Use Somebody dei Kings of Leon. Il 1º maggio 2009 è stata ospite al The Late Show di David Letterman dove ha eseguito il brano Daniel.
Sabato 28 giugno 2009 ha partecipato al Glastonbury Festival e in seguito all'iTunes Festival, che si è svolto a Londra il 19 luglio 2009.
In Italia Bat For Lashes è stata in concerto il 9 maggio al Palazzo dei Congressi a Roma per il Dissonanze Festival 2009 ed il 10 maggio al Teatro Leonardo da Vinci di Milano per il Suoni e Visioni Festival registrando il sold-out. Sempre il 10 maggio è stata ospite nella trasmissione Quelli che il calcio condotta da Simona Ventura.
Il singolo Daniel è stato per 10 settimane nella Top 10 della classifica 50 Songs di Radio DeeJay, occupando per tre settimane la prima posizione.
Il 7 settembre 2009 è stata pubblicata per il mercato inglese e quello statunitense una versione speciale dell'album chiamata Two & Two che, oltre ai brani di Two Suns, include delle esibizioni live del tour 2009, alcune reinterpretazioni tra cui Use Somebody dei Kings of Leon e un DVD sulla realizzazione di Two Suns.

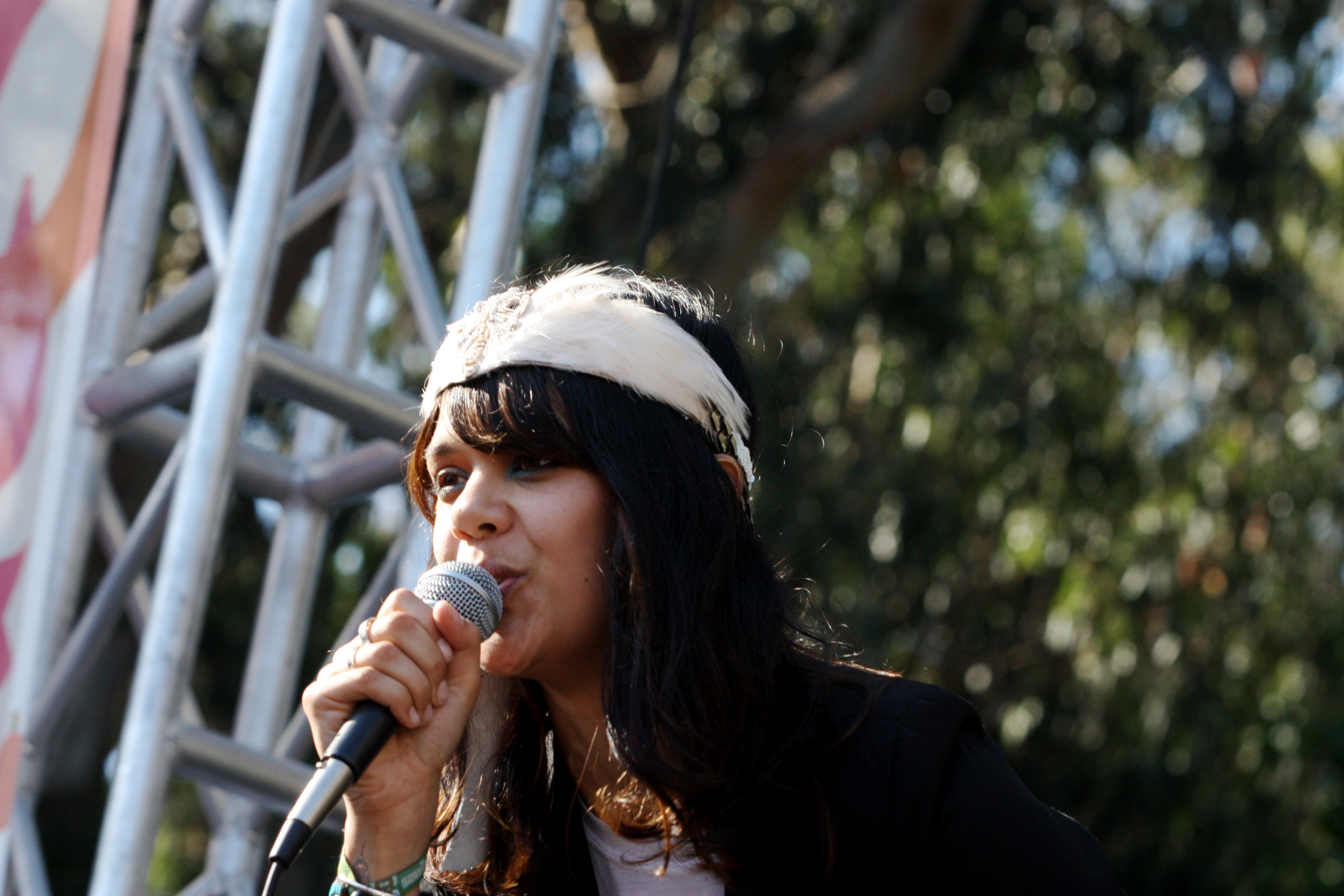
Bat For Lashes in concerto all'Outside Lands di San Francisco.

### Il terzo album:The Haunted Man
The Haunted Man viene pubblicato il 15 ottobre 2012.
L'uscita di The Haunted Man è stata anticipata da un breve tour europeo svoltosi tra giugno e luglio in cui Bat For Lashes ha eseguito anche quattro brani inediti contenuti nel nuovo album. Un secondo tour europeo è previsto in ottobre e novembre in concomitanza con l'uscita del nuovo album, e prevede un'unica data in Italia il 19 novembre all'Alcatraz di Milano.
All'album, co-prodotto dalla stessa Natasha Khan insieme a Dave Kosten (produttore anche dei due album precedenti), Dan Karey e Rob Ellis, hanno collaborato anche Beck per il brano Marilyn, Adrian Utley dei Portishead per il brano Horses Of The Sun e gli arrangiatori John Metcalfe e Sally Herbert per le recording session ad Abbey Road.
In contemporanea con l'uscita dell'album, Bat For Lashes ha realizzato una cover di We Found Love di Rihanna per il programma radiofonico di Zane Lowe su BBC Radio 1.
Laura è il primo singolo estratto dall'album, ed è stato pubblicato per download digitale il 24 luglio 2012. L'uscita del primo singolo è stata accompagnata anche dal video musicale e dalla pubblicazione della copertina dell'album. Il secondo singolo, All Your Gold, è stato pubblicato per download digitale il 19 settembre 2012.
A settembre 2012 Bat For Lashes ha reso disponibile in download gratuito sul web anche il brano Marilyn.
Il 21 dicembre 2012 è stato pubblicato il video musicale di A Wall, terzo singolo estratto dall'album.

### Sexwitch eThe Bride
Nel 2015 la sua collaborazione con il gruppo inglese Toy per il progetto musicale Sexwitch confluisce nella pubblicazione di un album di cover di brani di musica psichedelica e folk degli anni '70 originari di diversi Paesi.
Nel febbraio 2016 viene diffuso l'audio del brano I Do, seguito da due altri brani nel mese di marzo. Per il 1º luglio 2016 è prevista l'uscita del suo quarto album in studio The Bride. L'artista ha dichiarato che il disco racconta "la storia di una donna il cui fidanzato è rimasto ucciso a causa di un incidente stradale mentre era in viaggio verso la chiesa in cui doveva sposarsi".

### The Dream of Delphi
Nel 2024, anticipato dall'omonimo singolo, esce l'album The Dream of Delphi.